# Saedeu mubi
Saedeu mubi (em coreano: 새드 무비), é um filme de melodrama, comédia e romance sul coreano de 2005. Foi escrito e dirigido por Kwon Jong-kwan e estrelado por Jung Woo-sung,
Im Soo-jung, Cha Tae-hyun, Yeom Jeong-ah e Shin Min-a, Son Tae-yeong e Lee Ki-woo.

## Sinopse
O filme foca-se na história de quatro relações e os seus desafios, dores, desapontamentos e consequentes separações. Todos estão relacionados de alguma maneira, mas permanecem desconhecidos uns para os outros. O vibrante bombeiro, de 30 anos, que tenta pedir a sua namorada em casamento, mas perde sempre a sua oportunidade. Entretanto, ela começa a ficar ansiosa cada vez que ouve uma sirene. Suk-hyeon quer terminar com o seu desempregado namorado, Ha-seok e este começa uma agência que ajuda outros casais a separarem-se. Juyeong, uma mãe zangada pela má prestação do seu filho na escola, percebe que lhe resta pouco tempo para passar com ele. Su-eun, uma rapariga com um implante auditivo e uma queimadura na cara, apaixona-se pela primeira vez mas não tem coragem de se mostrar em frente a ele.

## Elenco
- Jung Woo-sung como Lee Jin-woo
- Im Soo-jung como Ahn Soo-jung
- Cha Tae-hyun como Jung Ha-seok
- Son Tae-young como Choi Suk-hyun
- Yeom Jeong-ah como Yeom Ju-young
- Yeo Jin-goo como Park Hee-chan
- Shin Min-a como Ahn Soo-eun
- Lee Ki-woo como Sang-gyu